# Midden-Limburg (Nederland)
Midden-Limburg is een deel van de Nederlandse provincie Limburg. Het gebied ligt centraal in de provincie aan weerszijden van de Maas.
Het wordt in het noorden begrensd door de grens met de gemeente Peel en Maas en de gemeente Beesel. Aan de zuidkant wordt het begrensd door de grens met de gemeente Sittard-Geleen. 
De twee belangrijkste steden in Midden-Limburg zijn Weert en Roermond. De 'Ontwikkelas Weert-Roermond' maakt een belangrijk deel uit van de 'Gebiedsontwikkeling Midden-Limburg'. Naast de twee centrumsteden zijn er enkele andere, kleinere kernen in de regio: Nederweert, Swalmen en Echt.
Midden-Limburg vormt, historisch, taalkundig, geologisch en cultureel een mix van zowel Noord- als Zuid-Limburg. 

## Geschiedenis

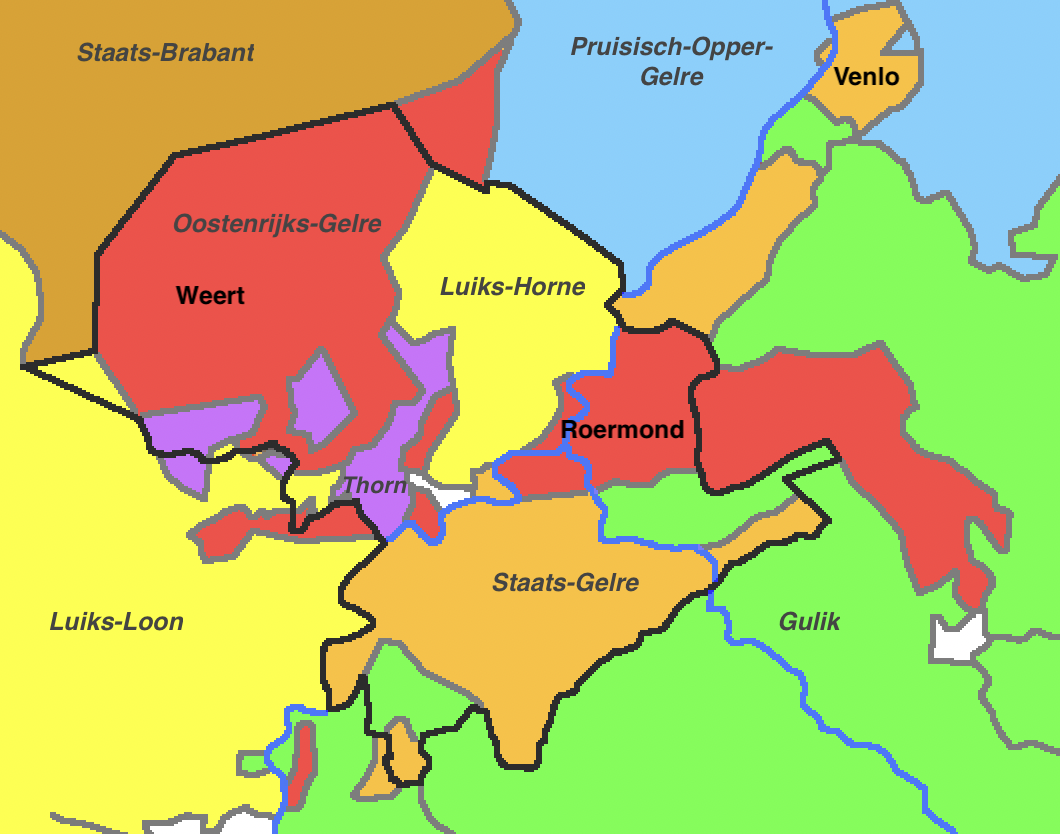
Gewestelijke versnippering van het huidige Midden-Limburg omstreeks 1716

Historisch heeft dit deel van Limburg een voornamelijk Gelderse oorsprong. Zowel Weert als Roermond en hun omgeving maakten in de achttiende eeuw nog de kern uit van het hertogdom Oostenrijks-Gelre. Annex daaraan, ten noorden en ten zuiden van Roermond, lagen Gelderse ambten die in Staatse handen waren (Staats-Opper-Gelre) en later eveneens onderdelen van het huidige Midden-Limburg zijn geworden.
De gebieden rond Weert en Roermond behoorden eeuwenlang tot de Zuidelijke Nederlanden, de tien gewesten binnen het Heilige Roomse Rijk die eerst door de Spaanse, en vervolgens Oostenrijkse Habsburgers beheerst werden, nadat de zeven noordelijke zich in 1581 hadden afgescheiden om in 1588 de autonome Republiek der Zeven Verenigde Provinciën uit te roepen. Roermond was vanaf 1547 de hoofdstad van het Overkwartier. Het Prinsenhof aldaar herinnert nog aan deze periode. In dit gebouw, tussen 1681 en 1700 door een Luikse architect gebouwd als gouvernementshuis, resideerden de toenmalige stadhouders van het Overkwartier van Gelre.
Beide gebiedsdelen maakten nadien ook deel uit van de Oostenrijkse Nederlanden (Latijn: Belgium Austriacum) in de periode van 1715 tot 1795.   
Deze eigen positie en 'Belgische' oriëntatie bleek nog eens in 1790, toen Oostenrijks-Gelre deelnam aan de oprichting van de Verenigde Nederlandse Staten, die echter eind dat jaar weer het keizerlijke gezag erkenden. Het keizerlijke gezag duurde echter niet lang meer.

## Gemeentelijke herindeling

Gemeenten van Midden Limburg volgens CBS en VVV. De gemeente Beesel ligt op het snijpunt tussen Noord- en Midden-Limburg. Op bestuurlijk niveau wordt Beesel (met Reuver) niet meer tot Midden-Limburg gerekend).

Midden-Limburg heeft in 2007 een ingrijpende gemeentelijke herindeling ondergaan. Daarin was Kessel niet betrokken. Echt en Susteren waren al in 2003 gefuseerd. De herindeling betrof de volgende elf gemeenten, die sinds 1 januari 2007 als vier grotere verder zijn gegaan:
- Roggel en Neer, Heythuysen, Haelen en Hunsel vormen de nieuwe gemeente Leudal.
- Maasbracht, Thorn en Heel vormen de nieuwe gemeente Maasgouw.
- Roerdalen en Ambt Montfort worden samengevoegd onder de naam Roerdalen.
- Roermond en Swalmen worden samengevoegd onder de naam Roermond.

## Gemeenten

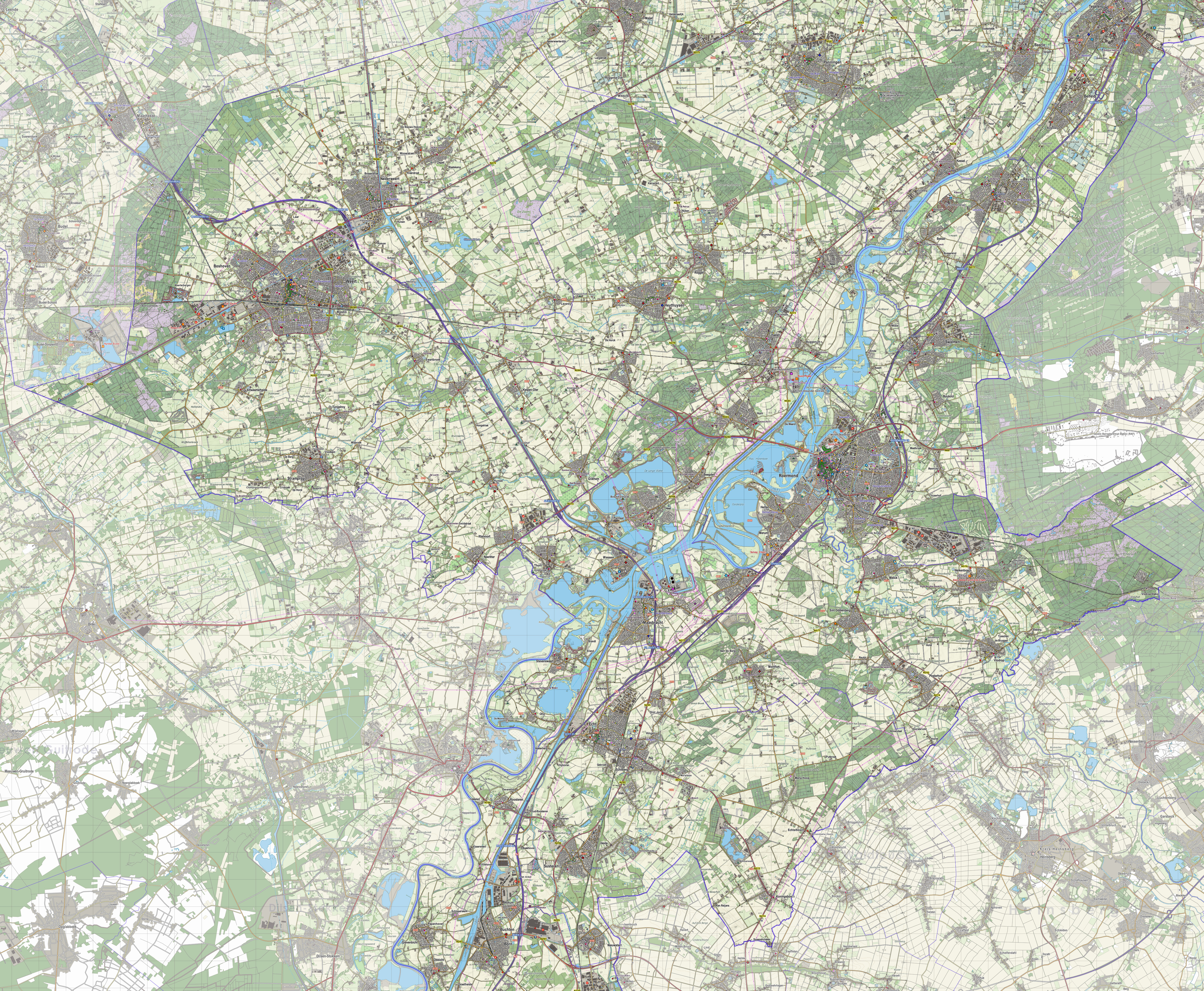
Topografische landschapskaart van Midden-Limburg (2013)

De volgende gemeenten behoren tot Nederlands Midden-Limburg:
| - Echt-Susteren - Leudal - Maasgouw - Nederweert |  | - Roerdalen - Roermond - Weert |

### Linker Maasoever
- Kessel, waarvan de buurtschap Kessel-Eik van oudsher tot Midden-Limburg werd gerekend, wordt dat nu alleen officieus nog weleens. Het valt nu onder de nieuwe gemeente Peel en Maas.

Een overeenkomst van de dorpen aan de linker Maasoever is dat deze grotendeels afwateren in de Neerbeek.

### Rechter Maasoever
- Op bestuurlijk niveau wordt Beesel met Reuver (zie kaartje) niet meer tot Midden-Limburg gerekend.
- Echt-Susteren (mede omvattende Sint Joost, Pey, Roosteren, Koningsbosch en Nieuwstadt) is in zijn geheel bij Midden-Limburg ingedeeld.

| Gemeente      | Kernen | Voorgaande gemeente(n) (2007) |                   |
| ------------- | --- | ----------------------------- | ----------------- |
| Nederweert    | Nederweert, Ospel, Nederweert-Eind, Leveroy, Ospeldijk                                                                                   | -                             | Linker Maasoever  |
| Weert         | Weert, Stramproy, Altweerterheide, Tungelroy, Swartbroek, Laar                                                                           | -                             | Linker Maasoever  |
| Leudal        | Ittervoort, Ell, Neeritter, Hunsel, Haler Heythuysen, Baexem, Grathem, Kelpen-Oler Roggel, Neer, Heibloem Haelen, Horn, Buggenum, Nunhem | Hunsel (2007)                 | Linker Maasoever  |
| Leudal        | Ittervoort, Ell, Neeritter, Hunsel, Haler Heythuysen, Baexem, Grathem, Kelpen-Oler Roggel, Neer, Heibloem Haelen, Horn, Buggenum, Nunhem | Heythuysen (2007)             | Linker Maasoever  |
| Leudal        | Ittervoort, Ell, Neeritter, Hunsel, Haler Heythuysen, Baexem, Grathem, Kelpen-Oler Roggel, Neer, Heibloem Haelen, Horn, Buggenum, Nunhem | Roggel en Neer (2007)         | Linker Maasoever  |
| Leudal        | Ittervoort, Ell, Neeritter, Hunsel, Haler Heythuysen, Baexem, Grathem, Kelpen-Oler Roggel, Neer, Heibloem Haelen, Horn, Buggenum, Nunhem | Haelen (2007)                 | Linker Maasoever  |
| Maasgouw      | Heel, Wessem, Beegden, Panheel Thorn Maasbracht, Linne, Stevensweert, Brachterbeek, Ohé en Laak                                          | Heel (2007)                   | Linker Maasoever  |
| Maasgouw      | Heel, Wessem, Beegden, Panheel Thorn Maasbracht, Linne, Stevensweert, Brachterbeek, Ohé en Laak                                          | Thorn (2007)                  | Linker Maasoever  |
| Maasgouw      | Heel, Wessem, Beegden, Panheel Thorn Maasbracht, Linne, Stevensweert, Brachterbeek, Ohé en Laak                                          | Maasbracht (2007)             | Rechter Maasoever |
| Roermond      | Roermond, Maasniel, Herten, Merum, Leeuwen, Asenray, Ool Swalmen, Boukoul, Asselt                                                        | -                             | Rechter Maasoever |
| Roermond      | Roermond, Maasniel, Herten, Merum, Leeuwen, Asenray, Ool Swalmen, Boukoul, Asselt                                                        | Swalmen (2007)                | Rechter Maasoever |
| Roerdalen     | Herkenbosch, Melick, Vlodrop Montfort, Posterholt, Sint Odiliënberg                                                                      | Roerdalen (2007)              | Rechter Maasoever |
| Roerdalen     | Herkenbosch, Melick, Vlodrop Montfort, Posterholt, Sint Odiliënberg                                                                      | Ambt Montfort (2007)          | Rechter Maasoever |
| Echt-Susteren | Echt, Susteren, Pey, Nieuwstadt, Koningsbosch, Sint-Joost, Roosteren, Maria Hoop, Dieteren                                               | -                             | Rechter Maasoever |

### Land van Swentibold
In de huidige situatie is Echt-Susteren bij Midden-Limburg getrokken. De voormalige zelfstandige gemeente Susteren hoorde traditioneel min of meer bij Zuid-Limburg, evenals Nieuwstadt, maar na de fusie met Echt in 2003 werd de formele grens verlegd. Hiermee is het overgangsgebied in de 'taille' van de provincie, ook wel aangeduid als het Land van Swentibold, nu opgedeeld tussen een vergrote regio Midden- en een vergrote regio Zuid-Limburg (zie kaartje).

Met deze schaalvergroting wordt enigszins ingegaan tegen de traditie, zoals die bijvoorbeeld door de Midden-Limburgse VVV wordt gehanteerd (zie kaartje). In 1960 gingen zeven van de toenmalige gemeenten in deze streek een samenwerkingsverband aan onder de naam 'Stichting Streekontwikkeling van het Land van Swentibold' (Grevenbicht, Obbicht/Papenhoven, Limbricht, Born, Susteren, Nieuwstadt en Roosteren), maar bij de latere schaalvergroting is (door de provincie en het bedrijf voor Regionale Economische Ontwikkeling (REO) Midden-Limburg BV) een andere indeling gemaakt. Grevenbicht, Obbicht/Papenhoven, Limbricht en Born werden onderdelen van de fusiegemeente Sittard-Geleen en daarmee bestuurlijk bij Zuid-Limburg getrokken. Susteren, Nieuwstadt en Roosteren kwamen aan de fusiegemeente Echt-Susteren.

## Ontwikkelingsmaatschappij Midden-Limburg
De Ontwikkelingsmaatschappij Midden-Limburg (OML), gevestigd te Roermond/Herten, is een besloten vennootschap, in 2013 opgericht ter bevordering van de economische ontwikkeling en verbetering van de leefbaarheid van de regio Midden-Limburg. Aandeelhouders mogen slechts publiekrechtelijke instellingen en vennootschappen zijn, wier aandelen in meerderheid in handen zijn van (een) publiekrechtelijke instelling(en). OML heeft als aandeelhouders de gemeenten Echt-Susteren, Leudal, Maasgouw, Roerdalen en Roermond.

## Statistiek
Ten behoeve van de statistiek in Nederland en Europa is Midden-Limburg ook ingedeeld als COROP-gebied (nummer 38), wat gelijk is aan het Europese NUTS 3-gebied.
| Aangrenzende regio's   | Aangrenzende regio's | Aangrenzende regio's | Aangrenzende regio's | Aangrenzende regio's |
| ---------------------- | -------------------- | -------------------- | -------------------- | -------------------- |
| Zuidoost-Noord-Brabant |                      |                      | Noord-Limburg        |                      |
|                        |                      |                      |                      |                      |
| Maaseik (BE)           | Kreis Viersen (DE)   |                      |                      |                      |
|                        | Kreis Heinsberg (DE) |                      |                      |                      |
|                        |                      | Zuid-Limburg         |                      |                      |

## Toeristische attracties
- Kermis Weert
- Historisch stadscentrum Roermond
- Designer Outlet Center te Roermond
- Recreatie- en natuurgebied Maasplassen
- Natuurgebied Nationaal Park De Groote Peel
- Natuurgebied Nationaal Park De Meinweg
- Natuurgebied Leudal
- Natuurgebied Weerterbergen
- Grenspark Kempen~Broek
- Vestingdorp Stevensweert
- Abdijstadje Thorn
- Abdijstadje Susteren